# Crocota griseostrigata
Crocota griseostrigata är en fjärilsart som beskrevs av Vorbrodt och Müller 1917. Crocota griseostrigata ingår i släktet Crocota och familjen mätare. Inga underarter finns listade i Catalogue of Life.